# Hamburger Strich
Hamburger Strich ist eine 2018 gegründete Künstlergruppe aus Hamburg. Sie besteht aus Cartoonisten, die in ihrem Lebenslauf eine Verbindung zu der Stadt haben. Unter dem Namen der Gruppe werden Gemeinschaftswerke veröffentlicht und Ausstellungen veranstaltet.

## Mitglieder
Im Jahr 2020 waren folgende Cartoonisten Teil der Gruppe:
- Maren Amini
- Bettina Bexte
- Henning Christiansen
- Tim Oliver Feicke
- Teja Fischer
- Kai Flemming
- Katharina Greve
- Huse
- Dorthe Landschulz
- Piero Masztalerz
- Til Mette
- Jan Rieckhoff
- Tobias Schülert
- Wolfgang Sperzel
- Tetsche
- Miriam Wurster

## Werke
- Hamburger Strich: die besten Cartoonisten der Stadt. KJM Buchverlag, Hamburg 2020, ISBN 978-3-96194-098-1.
- Hamburger Strich: Corona-Cartoons aus der Quarantäne. KJM Buchverlag, Hamburg 2020, ISBN 978-3-96194-126-1.
- Hamburger Strich: Die grosse Freiheit – Cartoons für nach Corona. KJM Buchverlag, Hamburg 2021, ISBN 978-3-96194-155-1.

## Ausstellungen
- 2020: Hamburger Strich in der Krise, Cartoon-Ausstellung zum Thema „Corona“, Fabrik der Künste, Hamburg[2][3]